# Maya Harris
Maya Lakshmi Harris (Champaign-Urbana, 30 de janeiro de 1967) é uma advogada americana, defensora de políticas públicas e comentarista de televisão. Ela é analista política da MSNBC e, em 2015, foi nomeada uma das três consultoras de política sénior para liderar o desenvolvimento de uma agenda para a campanha presidencial de 2016 de Hillary Clinton. Ela foi anteriormente uma pesquisadora sénior do Center for American Progress. A partir de 2008, até assumir o seu cargo actual, Harris foi Vice-presidente para a Democracia, Direitos e Justiça da Fundação Ford.